# Cabassous
Cabassous Mc Murtrie, 1831 è un genere di armadilli sudamericani che comprende le 4 specie di armadillo a coda molle.

## Descrizione
Sono assai simili morfologicamente all'armadillo gigante, eccezion fatta per la taglia assai minore.

## Tassonomia
Al genere sono ascritte le seguenti specie:
- Cabassous centralis - armadillo a coda molle settentrionale
- Cabassous chacoensis - armadillo a coda molle del Chaco
- Cabassous tatouay - armadillo a coda molle maggiore
- Cabassous unicinctus - armadillo a coda molle meridionale